# Huragan

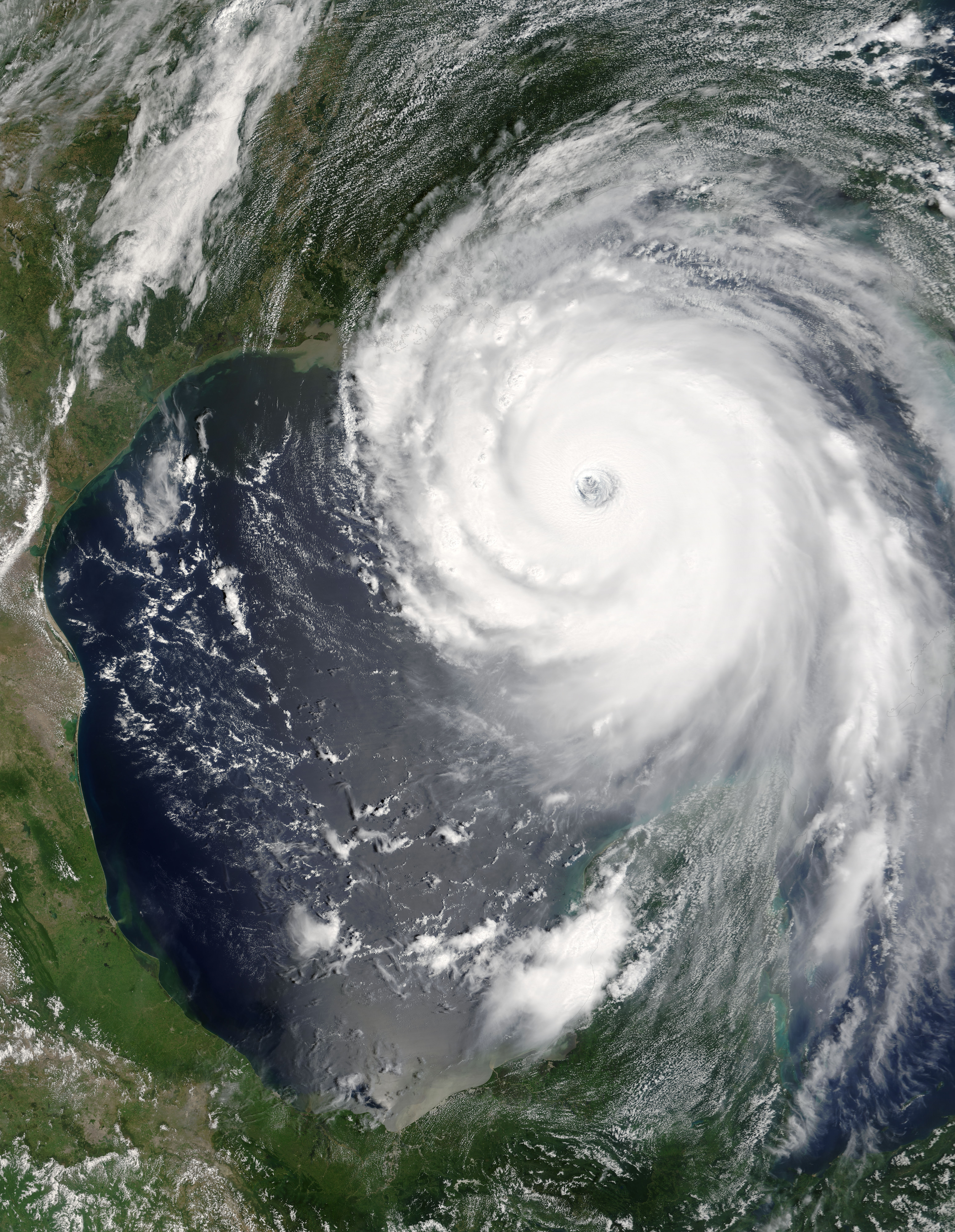
Huragan Katrina

Huragan – zjawisko silnego wiatru, w którym średnia prędkość wynosi powyżej 32 m/s (nie mniej niż 12° w skali Beauforta). Siłę huraganów mierzy się za pomocą skali Saffira-Simpsona, gdzie 5 stanowi zjawisko o nasileniu ekstremalnym. Najczęściej mianem huraganów określa się odpowiednio silne cyklony tropikalne. Huragan jest nazwą stosowaną dla zjawisk występujących nad akwenami Oceanu Atlantyckiego, natomiast tajfun – dla sztormów nad akwenami Oceanu Indyjskiego czy Oceanu Spokojnego.
Huragany powstają nad akwenami, w których temperatura wody przekracza 26,5 °C. Huragany tworzą się nad wodami Atlantyku, a najbardziej narażonymi na nie obszarami świata są południowe rejony Stanów Zjednoczonych oraz wybrzeża Afryki.
Nazwa „orkan” pierwotnie oznaczała „cyklon tropikalny formujący się w pewnych rejonach Oceanu Indyjskiego”, ale obecnie, w wielu krajach, w tym w Polsce, używana jest do określenia huraganów atlantyckich docierających do Europy.